# Lista monumentelor istorice din județul Iași - H

Simbol pentru monumentele istorice

Lista monumentelor istorice din județul Iași - H cuprinde monumentele istorice înscrise în Patrimoniul cultural național al României și aflate în localități ce încep cu litera H din județul Iași.
Lista completă este menținută și actualizată periodic de către Ministerul Culturii, Cultelor și Patrimoniului Național din România, prin intermediul Institutului Național al Patrimoniului, ultima versiune datând din 2015. Această listă cuprinde și actualizările ulterioare, realizate prin ordin al ministrului culturii.
Puteți căuta un monument din județul Iași folosind formularul de mai jos sau puteți naviga prin toate monumentele din județ la lista monumentelor istorice din județul Iași.
| Cod LMI                                                        | Denumire                                                        | Localitate                      | Localizare                                                                             | Datare, Creatori                               | Imagine               | Erori             |
| -------------------------------------------------------------- | --------------------------------------------------------------- | ------------------------------- | -------------------------------------------------------------------------------------- | ---------------------------------------------- | --------------------- | ----------------- |
| IS-I-m-A-03597                                                 | Situl arheologic de la Hăbășești, punct „La Siliște”            | sat Hăbășești; comuna Strunga   | „La Siliște”, la 200 m S de sat                                                        |                                                | Încarcă foto \| video | Raportează eroare |
| IS-I-m-A-03597.01 (RAN: 99281.01.01, 99281.01.04, 99281.01.05) | Așezare                                                         | sat Hăbășești; comuna Strunga   | „La Siliște”, la 200 m S de sat                                                        | sec. XV – XVI, XVII - XVIII, Epoca medievală   | Încarcă foto \| video | Raportează eroare |
| IS-I-m-A-03597.02                                              | Așezare                                                         | sat Hăbășești; comuna Strunga   | „La Siliște”, la 200 m S de sat                                                        | sec. IV p.Chr, Epoca daco-romană               | Încarcă foto \| video | Raportează eroare |
| IS-I-m-A-03597.03 (RAN: 99281.01.03)                           | Așezare                                                         | sat Hăbășești; comuna Strunga   | „La Siliște”, la 200 m S de sat                                                        | Hallstatt                                      | Încarcă foto \| video | Raportează eroare |
| IS-I-m-A-03597.04 (RAN: 99281.01.02)                           | Așezare                                                         | sat Hăbășești; comuna Strunga   | „La Siliște”, la 200 m S de sat                                                        | Eneolitic, cultura Cucuteni                    | Încarcă foto \| video | Raportează eroare |
| IS-I-s-B-03598 (RAN: 98462.01)                                 | Situl arheologic de la Hărpășești, punct „Gropul Morii”         | sat Hărpășești; comuna Popești  | „Gropul Morii”, la 1 km NE de sat, până în teritoriul sat Chilișoaia, com. Dumești     |                                                | Încarcă foto \| video | Raportează eroare |
| IS-I-m-B-03598.01 (RAN: 98462.01.05)                           | Așezare                                                         | sat Hărpășești; comuna Popești  | „Gropul Morii”, la 1 km NE de sat, până în teritoriul sat Chilișoaia, com. Dumești     | sec. XVII - XVIII, Epoca medievală             | Încarcă foto \| video | Raportează eroare |
| IS-I-m-B-03598.02 (RAN: 98462.01.04)                           | Așezare                                                         | sat Hărpășești; comuna Popești  | „Gropul Morii”, la 1 km NE de sat, până în teritoriul sat Chilișoaia, com. Dumești     | sec. XI – XII, Epoca medieval timpurie         | Încarcă foto \| video | Raportează eroare |
| IS-I-m-B-03598.03 (RAN: 98462.01.03)                           | Așezare                                                         | sat Hărpășești; comuna Popești  | „Gropul Morii”, la 1 km NE de sat, până în teritoriul sat Chilișoaia, com. Dumești     | sec. IX - X, Epoca medieval timpurie           | Încarcă foto \| video | Raportează eroare |
| IS-I-m-B-03598.04 (RAN: 98462.01.02)                           | Așezare                                                         | sat Hărpășești; comuna Popești  | „Gropul Morii”, la 1 km NE de sat, până în teritoriul sat Chilișoaia, com. Dumești     | sec. IV p.Chr, Epoca daco-romană               | Încarcă foto \| video | Raportează eroare |
| IS-I-m-B-03598.05 (RAN: 98462.01.01)                           | Așezare                                                         | sat Hărpășești; comuna Popești  | „Gropul Morii”, la 1 km NE de sat, până în teritoriul sat Chilișoaia, com. Dumești     | Epoca bronzului târziu, cultura Noua           | Încarcă foto \| video | Raportează eroare |
| IS-I-s-B-03599 (RAN: 100120.01)                                | Situl arheologic de la Hârtoape, punct „Poenița - Moară”        | sat Hârtoape; comuna Vânători   | „Poenița-Moară”, în zona fostului sat Poenița, la marginea de NV a satului Hârtoape    |                                                | Încarcă foto \| video | Raportează eroare |
| IS-I-m-B-03599.01 (RAN: 100120.01.09)                          | Așezare                                                         | sat Hârtoape; comuna Vânători   | „Poenița-Moară”, în zona fostului sat Poenița, la marginea de NV a satului Hârtoape    | sec. XV, Epoca medievală                       | Încarcă foto \| video | Raportează eroare |
| IS-I-m-B-03599.02 (RAN: 100120.01.08)                          | Așezare                                                         | sat Hârtoape; comuna Vânători   | „Poenița-Moară”, în zona fostului sat Poenița, la marginea de NV a satului Hârtoape    | sec. IV - V, Epoca migrațiilor                 | Încarcă foto \| video | Raportează eroare |
| IS-I-m-B-03599.03 (RAN: 100120.01.07)                          | Așezare                                                         | sat Hârtoape; comuna Vânători   | „Poenița-Moară”, în zona fostului sat Poenița, la marginea de NV a satului Hârtoape    | sec. IV p.Chr, Epoca daco-romană               | Încarcă foto \| video | Raportează eroare |
| IS-I-m-B-03599.04 (RAN: 100120.01.06)                          | Așezare                                                         | sat Hârtoape; comuna Vânători   | „Poenița-Moară”, în zona fostului sat Poenița, la marginea de NV a satului Hârtoape    | sec. II - III p. Chr., Epoca romană            | Încarcă foto \| video | Raportează eroare |
| IS-I-m-B-03599.05 (RAN: 100120.01.05)                          | Așezare                                                         | sat Hârtoape; comuna Vânători   | „Poenița-Moară”, în zona fostului sat Poenița, la marginea de NV a satului Hârtoape    | sec. II - I a. Chr., Latène                    | Încarcă foto \| video | Raportează eroare |
| IS-I-m-B-03599.06 (RAN: 100120.01.04)                          | Așezare                                                         | sat Hârtoape; comuna Vânători   | „Poenița-Moară”, în zona fostului sat Poenița, la marginea de NV a satului Hârtoape    | Hallstatt                                      | Încarcă foto \| video | Raportează eroare |
| IS-I-m-B-03599.07 (RAN: 100120.01.03)                          | Așezare                                                         | sat Hârtoape; comuna Vânători   | „Poenița-Moară”, în zona fostului sat Poenița, la marginea de NV a satului Hârtoape    | Epoca bronzului târziu, cultura Noua           | Încarcă foto \| video | Raportează eroare |
| IS-I-m-B-03599.08 (RAN: 100120.01.02)                          | Așezare                                                         | sat Hârtoape; comuna Vânători   | „Poenița-Moară”, în zona fostului sat Poenița, la marginea de NV a satului Hârtoape    | Eneolitic final, cultura Horodiștea – Erbiceni | Încarcă foto \| video | Raportează eroare |
| IS-I-m-B-03599.09 (RAN: 100120.01.01)                          | Așezare                                                         | sat Hârtoape; comuna Vânători   | „Poenița-Moară”, în zona fostului sat Poenița, la marginea de NV a satului Hârtoape    | Eneolitic, cultura Precucuteni                 | Încarcă foto \| video | Raportează eroare |
| IS-I-s-B-03600 (RAN: 97474.01)                                 | Situl arheologic de la Heleșteni, punct „Bâra”                  | sat Heleșteni; comuna Heleșteni | „Bâra”, la 1,5 km VNV de sat, pe malul drept al pârâului Boscoteni                     |                                                | Încarcă foto \| video | Raportează eroare |
| IS-I-m-B-03600.01 (RAN: 97474.01.03)                           | Așezare                                                         | sat Heleșteni; comuna Heleșteni | „Bâra”, la 1,5 km VNV de sat, pe malul drept al pârâului Boscoteni                     | sec. XVI - XVII, Epoca medievală               | Încarcă foto \| video | Raportează eroare |
| IS-I-m-B-03600.02 (RAN: 97474.01.02)                           | Așezare                                                         | sat Heleșteni; comuna Heleșteni | „Bâra”, la 1,5 km VNV de sat, pe malul drept al pârâului Boscoteni                     | sec. XV, Epoca medievală                       | Încarcă foto \| video | Raportează eroare |
| IS-I-m-B-03600.03 (RAN: 97474.01.01)                           | Așezare                                                         | sat Heleșteni; comuna Heleșteni | „Bâra”, la 1,5 km VNV de sat, pe malul drept al pârâului Boscoteni                     | sec. IV p.Chr, Epoca daco-romană               | Încarcă foto \| video | Raportează eroare |
| IS-I-s-B-03601 (RAN: 97474.02)                                 | Așezare                                                         | sat Heleșteni; comuna Heleșteni | „Dealul Coasta”, la 2 km NV de sat, pe malul stâng al pârâului Batogelea               | Eneolitic, cultura Cucuteni, faza A            | Încarcă foto \| video | Raportează eroare |
| IS-I-s-B-03602 (RAN: 97474.03)                                 | Situl arheologic de la Heleșteni, punct „Stația de pompare”     | sat Heleșteni; comuna Heleșteni | „Stația de pompare”, la cca. 4 km NV de sat, la limita de vecinătate cu com. Ruginoasa |                                                | Încarcă foto \| video | Raportează eroare |
| IS-I-m-B-03602.01 (RAN: 97474.03.07)                           | Așezare                                                         | sat Heleșteni; comuna Heleșteni | „Stația de pompare”, la cca. 4 km NV de sat, la limita de vecinătate cu com. Ruginoasa | sec. XVII - XVIII, Epoca medievală             | Încarcă foto \| video | Raportează eroare |
| IS-I-m-B-03602.02 (RAN: 97474.03.06)                           | Așezare                                                         | sat Heleșteni; comuna Heleșteni | „Stația de pompare”, la cca. 4 km NV de sat, la limita de vecinătate cu com. Ruginoasa | sec. XV – XVI, Epoca medievală                 | Încarcă foto \| video | Raportează eroare |
| IS-I-m-B-03602.03 (RAN: 97474.03.05)                           | Așezare                                                         | sat Heleșteni; comuna Heleșteni | „Stația de pompare”, la cca. 4 km NV de sat, la limita de vecinătate cu com. Ruginoasa | sec. IX - X, Epoca medieval timpurie           | Încarcă foto \| video | Raportează eroare |
| IS-I-m-B-03602.04 (RAN: 97474.03.04)                           | Așezare                                                         | sat Heleșteni; comuna Heleșteni | „Stația de pompare”, la cca. 4 km NV de sat, la limita de vecinătate cu com. Ruginoasa | sec. IV p.Chr, Epoca daco-romană               | Încarcă foto \| video | Raportează eroare |
| IS-I-m-B-03602.05 (RAN: 97474.03.03)                           | Așezare                                                         | sat Heleșteni; comuna Heleșteni | „Stația de pompare”, la cca. 4 km NV de sat, la limita de vecinătate cu com. Ruginoasa | sec. II – III p. Chr., Epoca romană            | Încarcă foto \| video | Raportează eroare |
| IS-I-m-B-03602.06 (RAN: 97474.03.02)                           | Așezare                                                         | sat Heleșteni; comuna Heleșteni | „Stația de pompare”, la cca. 4 km NV de sat, la limita de vecinătate cu com. Ruginoasa | Hallstatt                                      | Încarcă foto \| video | Raportează eroare |
| IS-I-m-B-03602.07 (RAN: 97474.03.01)                           | Așezare                                                         | sat Heleșteni; comuna Heleșteni | „Stația de pompare”, la cca. 4 km NV de sat, la limita de vecinătate cu com. Ruginoasa | Epoca bronzului târziu, cultura Noua           | Încarcă foto \| video | Raportează eroare |
| IS-I-s-B-03603                                                 | Situl arheologic de la Hilița, punct „Dealul Hiliței”           | sat Hilița; comuna Costuleni    | „Dealul Hiliței”, la cca. 1 km VNV de sat                                              |                                                | Încarcă foto \| video | Raportează eroare |
| IS-I-m-B-03603.01 (RAN: 96469.01.02)                           | Așezare                                                         | sat Hilița; comuna Costuleni    | „Dealul Hiliței”, la cca. 1 km VNV de sat                                              | sec. II - IV p. Chr., Epoca daco-romană        | Încarcă foto \| video | Raportează eroare |
| IS-I-m-B-03603.02                                              | Așezare                                                         | sat Hilița; comuna Costuleni    | „Dealul Hiliței”, la cca. 1 km VNV de sat                                              | sec. V – III a. Chr., Latène timpuriu          | Încarcă foto \| video | Raportează eroare |
| IS-I-m-B-03603.03 (RAN: 96469.01.01, 96469.01.03)              | Așezare                                                         | sat Hilița; comuna Costuleni    | „Dealul Hiliței”, la cca. 1 km VNV de sat                                              | Paleolitic superior, gravettian                | Încarcă foto \| video | Raportează eroare |
| IS-I-s-B-03604 (RAN: 96539.01)                                 | Situl arheologic de la Hodora, punct „Dealul Calafat”           | sat Hodora; comuna Cotnari      | „Dealul Calafat”, la cca. 1 km ENE de sat                                              |                                                | Încarcă foto \| video | Raportează eroare |
| IS-I-m-B-03604.01 (RAN: 96539.01.04)                           | Așezare                                                         | sat Hodora; comuna Cotnari      | „Dealul Calafat”, la cca. 1 km ENE de sat                                              | sec. XVIII, Epoca medievală                    | Încarcă foto \| video | Raportează eroare |
| IS-I-m-B-03604.02 (RAN: 96539.01.03)                           | Așezare                                                         | sat Hodora; comuna Cotnari      | „Dealul Calafat”, la cca. 1 km ENE de sat                                              | sec. IV p.Chr, Epoca daco-romană               | Încarcă foto \| video | Raportează eroare |
| IS-I-m-B-03604.03 (RAN: 96539.01.02)                           | Așezare                                                         | sat Hodora; comuna Cotnari      | „Dealul Calafat”, la cca. 1 km ENE de sat                                              | sec. II – III p. Chr., Epoca romană            | Încarcă foto \| video | Raportează eroare |
| IS-I-m-B-03604.04 (RAN: 96539.01.01)                           | Așezare                                                         | sat Hodora; comuna Cotnari      | „Dealul Calafat”, la cca. 1 km ENE de sat                                              | Eneolitic, cultura Cucuteni, faza B            | Încarcă foto \| video | Raportează eroare |
| IS-I-s-B-03605 (RAN: 95168.02)                                 | Situl arheologic de la Holboca, punct „Peste Baltă” („Pârliți”) | sat Holboca; comuna Holboca     | „Peste Baltă” („Pârliți”), la cca. 600 m E de sat                                      |                                                | Încarcă foto \| video | Raportează eroare |
| IS-I-m-B-03605.01 (RAN: 95168.02.08)                           | Așezare                                                         | sat Holboca; comuna Holboca     | „Peste Baltă” („Pârliți”), la cca. 600 m E de sat                                      | sec. XVII – XVIII, Epoca medievală             | Încarcă foto \| video | Raportează eroare |
| IS-I-m-B-03605.02 (RAN: 95168.02.07)                           | Așezare                                                         | sat Holboca; comuna Holboca     | „Peste Baltă” („Pârliți”), la cca. 600 m E de sat                                      | sec. XIV – XV, Epoca medievală                 | Încarcă foto \| video | Raportează eroare |
| IS-I-m-B-03605.03 (RAN: 95168.02.06)                           | Așezare                                                         | sat Holboca; comuna Holboca     | „Peste Baltă” („Pârliți”), la cca. 600 m E de sat                                      | sec. X – XI, Epoca medieval timpurie           | Încarcă foto \| video | Raportează eroare |
| IS-I-m-B-03605.04 (RAN: 95168.02.09)                           | Așezare                                                         | sat Holboca; comuna Holboca     | „Peste Baltă” („Pârliți”), la cca. 600 m E de sat                                      | sec. V, Epoca migrațiilor                      | Încarcă foto \| video | Raportează eroare |
| IS-I-m-B-03605.05 (RAN: 95168.02.05)                           | Așezare                                                         | sat Holboca; comuna Holboca     | „Peste Baltă” („Pârliți”), la cca. 600 m E de sat                                      | sec. IV - V, Epoca migrațiilor                 | Încarcă foto \| video | Raportează eroare |
| IS-I-m-B-03605.06 (RAN: 95168.02.04)                           | Așezare                                                         | sat Holboca; comuna Holboca     | „Peste Baltă” („Pârliți”), la cca. 600 m E de sat                                      | sec. III – II a. Chr., Latène                  | Încarcă foto \| video | Raportează eroare |
| IS-I-m-B-03605.07 (RAN: 95168.02.03)                           | Așezare                                                         | sat Holboca; comuna Holboca     | „Peste Baltă” („Pârliți”), la cca. 600 m E de sat                                      | Hallstatt                                      | Încarcă foto \| video | Raportează eroare |
| IS-I-m-B-03605.08 (RAN: 95168.02.02)                           | Așezare                                                         | sat Holboca; comuna Holboca     | „Peste Baltă” („Pârliți”), la cca. 600 m E de sat                                      | Epoca bronzului târziu, cultura Noua           | Încarcă foto \| video | Raportează eroare |
| IS-I-m-B-03605.09 (RAN: 95168.02.01)                           | Așezare                                                         | sat Holboca; comuna Holboca     | „Peste Baltă” („Pârliți”), la cca. 600 m E de sat                                      | Eneolitic final, cultura Horodiștea – Erbiceni | Încarcă foto \| video | Raportează eroare |
| IS-I-s-B-20186 (RAN: 95168.01)                                 | Așezare                                                         | sat Holboca; comuna Holboca     | „Izvorul Pândarului”                                                                   | Paleolitic superior                            | Încarcă foto \| video | Raportează eroare |
| IS-I-s-B-03606 (RAN: 98417.01)                                 | Situl arheologic de la Holm                                     | sat Holm; oraș Podu Iloaei      | La 300 m de sat, pe partea de S a „Dealului Holm”, spre Bahlui                         | Epoca medievală                                | Încarcă foto \| video | Raportează eroare |
| IS-I-m-B-03606.01 (RAN: 98417.01.05)                           | Așezare                                                         | sat Holm; oraș Podu Iloaei      | La 300 m de sat, pe partea de S a „Dealului Holm”, spre Bahlui                         | sec. XIV - XVII, Epoca medievală               | Încarcă foto \| video | Raportează eroare |
| IS-I-m-B-03606.02 (RAN: 98417.01.04)                           | Așezare                                                         | sat Holm; oraș Podu Iloaei      | La 300 m de sat, pe partea de S a „Dealului Holm”, spre Bahlui                         | sec. IV p.Chr, Epoca daco-romană               | Încarcă foto \| video | Raportează eroare |
| IS-I-m-B-03606.03 (RAN: 98417.01.03)                           | Așezare                                                         | sat Holm; oraș Podu Iloaei      | La 300 m de sat, pe partea de S a „Dealului Holm”, spre Bahlui                         | Epoca bronzului                                | Încarcă foto \| video | Raportează eroare |
| IS-I-m-B-03606.04 (RAN: 98417.01.02)                           | Așezare                                                         | sat Holm; oraș Podu Iloaei      | La 300 m de sat, pe partea de S a „Dealului Holm”, spre Bahlui                         | Eneolitic                                      | Încarcă foto \| video | Raportează eroare |
| IS-I-m-B-03606.05 (RAN: 98417.01.01)                           | Așezare                                                         | sat Holm; oraș Podu Iloaei      | La 300 m de sat, pe partea de S a „Dealului Holm”, spre Bahlui                         | Neolitic timpuriu                              | Încarcă foto \| video | Raportează eroare |
| IS-II-m-B-04165 (RAN: 99281.02)                                | Biserica „Sf. Gheorghe”                                         | sat Hăbășești; comuna Strunga   |                                                                                        | 1762                                           | Alte imagini          | Raportează eroare |
| IS-II-m-B-04166                                                | Biserica „Sf. Împărați”                                         | sat Hărpășești; comuna Popești  |                                                                                        | 1833                                           | Alte imagini          | Raportează eroare |
| IS-II-m-B-04167                                                | Spitalul vechi                                                  | oraș Hârlău                     | Str. Bogdan Vodă 14                                                                    | 1858                                           | Încarcă foto \| video | Raportează eroare |
| IS-II-m-B-04168                                                | Casa de cultură                                                 | oraș Hârlău                     | Str. Doja Gheorghe 3                                                                   | înc. sec. XIX                                  |                       | Raportează eroare |
| IS-II-m-B-04169                                                | Casa Grigoriu                                                   | oraș Hârlău                     | Str. Eminescu Mihai 14                                                                 | înc. sec. XIX                                  | Încarcă foto \| video | Raportează eroare |
| IS-II-m-B-04170                                                | Paraclisul caselor Ghica                                        | oraș Hârlău                     | Str. Eternității 8                                                                     | prima jum. a sec. XIX                          | Încarcă foto \| video | Raportează eroare |
| IS-II-m-B-04171 (RAN: 95364.06)                                | Casa Zoltman, azi Primăria                                      | oraș Hârlău                     | Str. Mușatinilor 1                                                                     | înc. sec. XIX                                  | Încarcă foto \| video | Raportează eroare |
| IS-II-m-B-04172                                                | Casa parohială a bisericii „Sf. Dumitru”                        | oraș Hârlău                     | Str. Petru Rareș 8                                                                     | înc. sec. XIX                                  | Încarcă foto \| video | Raportează eroare |
| IS-II-m-A-04173 (RAN: 95364.05)                                | Biserica „Sf. Dumitru”                                          | oraș Hârlău                     | Str. Ștefan cel Mare 9 47.4269°N 26.9041°E                                             | 1535                                           | Alte imagini          | Raportează eroare |
| IS-II-m-B-04174                                                | Școală tip „Spiru Haret”                                        | oraș Hârlău                     | Str. Ștefan cel Mare 34                                                                | înc. sec. XX                                   | Încarcă foto \| video | Raportează eroare |
| IS-II-m-B-04175                                                | Biserica „Sf. Nicolae”                                          | oraș Hârlău                     | Str. Ștefan cel Mare 44 47.4252°N 26.9069°E                                            | 1848                                           | Alte imagini          | Raportează eroare |
| IS-II-m-B-04176 (RAN: 95364.04)                                | Casa Tăutu, azi Muzeul de Istorie                               | oraș Hârlău                     | Str. Tăutu Logofăt 7                                                                   | sec. XVII - XVIII                              | Alte imagini          | Raportează eroare |
| IS-II-m-B-04177                                                | Casă                                                            | oraș Hârlău                     | Str. Tăutu Logofăt 14                                                                  | sf. sec. XIX                                   | Încarcă foto \| video | Raportează eroare |
| IS-II-a-A-04178 (RAN: 95364.03)                                | Ansamblul Curții Domnești                                       | oraș Hârlău                     | Str. Tăutu Logofăt 16 47.42587°N 26.89761°E                                            | sec. XIV - XVII                                | Alte imagini          | Raportează eroare |
| IS-II-m-A-04178.01 (RAN: 95364.02.01, 95364.02.02)             | Biserica „Sf. Gheorghe”                                         | oraș Hârlău                     | Str. Tăutu Logofăt 16 47.4271°N 26.8982°E                                              | 1492                                           | Alte imagini          | Raportează eroare |
| IS-II-m-A-04178.02                                             | Ruinele Curții Domnești                                         | oraș Hârlău                     | Str. Tăutu Logofăt 16 47.4259°N 26.8976°E                                              | 1384, reclădită 1486 și 1624                   | Alte imagini          | Raportează eroare |
| IS-II-m-B-04179 (RAN: 97474.04)                                | Biserica „Sf. Voievozi”                                         | sat Heleșteni; comuna Heleșteni |                                                                                        | 1780                                           | Încarcă foto \| video | Raportează eroare |
| IS-II-a-A-04180 (RAN: 96290.01)                                | Mănăstirea Hlincea                                              | sat Hlincea; comuna Ciurea      | 47.11142°N 27.58215°E                                                                  | sec. XVI - XIX                                 | Alte imagini          | Raportează eroare |
| IS-II-m-A-04180.01                                             | Biserica „Sf. Gheorghe”                                         | sat Hlincea; comuna Ciurea      |                                                                                        | 1587                                           |                       | Raportează eroare |
| IS-II-m-A-04180.02                                             | Ruine chilii                                                    | sat Hlincea; comuna Ciurea      |                                                                                        | sec. XVI                                       | Încarcă foto \| video | Raportează eroare |
| IS-II-m-A-04180.03                                             | Turn clopotniță                                                 | sat Hlincea; comuna Ciurea      |                                                                                        | sec. XVII                                      |                       | Raportează eroare |
| IS-II-m-A-04180.04                                             | Zid de incintă                                                  | sat Hlincea; comuna Ciurea      |                                                                                        | sec. XVII                                      |                       | Raportează eroare |
| IS-II-m-B-04181 (RAN: 95168.03)                                | Biserica „Sf. Nicolae”                                          | sat Holboca; comuna Holboca     |                                                                                        | 1805                                           |                       | Raportează eroare |
| IS-II-m-B-04182                                                | Biserica de lemn „Sf. Apostoli”                                 | sat Homița; comuna Cristești    |                                                                                        | 1853                                           | Încarcă foto \| video | Raportează eroare |